# Getal van Bond
Het getal van Bond ({\displaystyle Bo}) een dimensieloos getal dat de verhouding  weergeeft tussen de opwaartse kracht ten gevolge van het dichtheidsverschil en de kracht ten gevolge van de oppervlaktespanning. Het getal is een maat voor de impulsoverdracht bij druppels en gasbellen in een vloeistof.
{\displaystyle Bo={\Delta \rho gd_{p}^{2} \over g_{c}\sigma }}
Daarin is:
{\displaystyle \Delta \rho } het dichtheidsverschil [kg m−3]
{\displaystyle g} de gravitatie [m s−2]
{\displaystyle d_{p}} de diameter van druppel of bel [m]
{\displaystyle g_{c}} de dimensieconstante [-]
{\displaystyle \sigma } de oppervlaktespanning [kg s−2]
Het getal van Bond is sterk verwant aan het getal van Eötvös.
Archimedes ·
Atwood ·
Bagnold ·
Bejan ·
Biot ·
Bond ·
Brinkman ·
capillair getal ·
Cauchy ·
Damköhler ·
Darcy ·
Dean ·
Deborah ·
Eckert ·
Ekman ·
Eötvös ·
Euler ·
Froude ·
Galilei ·
Graetz ·
Grashof ·
Görtler ·
Hagen ·
Iribarren ·
Keulegan-Carpenter ·
Knudsen ·
Laplace ·
Lewis ·
Mach ·
Marangoni ·
Morton ·
Nusselt ·
Ohnesorge ·
Péclet ·
Prandtl ·
Rayleigh ·
Reynolds ·
Richardson ·
Roshko ·
Rossby ·
Rouse ·
Schmidt ·
Sherwood ·
Shields ·
Stanton ·
Stokes ·
Strouhal ·
Stuart ·
Suratman ·
Taylor ·
Ursell ·
Weber ·
Weissenberg ·
Womersley